# Kuji, Ibaraki
Kuji (久慈郡 Kuji-gun) là huyện thuộc tỉnh Ibaraki, Nhật Bản. Tính đến ngày 1 tháng 10 năm 2020, dân số ước tính của huyện là 15.736 người và mật độ dân số là 48 người/km2. Tổng diện tích của huyện là 325,8 km2.